# Carles Campuzano
Pour les articles homonymes, voir Campuzano.
Campuzano i Canadés est un nom catalan. Le premier nom de famille, paternel, est Campuzano ; le second, maternel, souvent omis, est Canadés ; les deux sont fréquemment liés par la conjonction « i ».
Carles Campuzano i Canadés est un homme politique espagnol, né le 12 juillet 1964 à Barcelone, issu du centre droit nationaliste catalan.
Il appartient entre 1983 et 2020 à la Convergence démocratique de Catalogne, puis à son successeur, le Parti démocrate européen catalan. En 1989, il est désigné secrétaire général de la Jeunesse nationaliste de Catalogne, et exerce pendant sept ans des fonctions de direction.
Il est élu parlementaire pour la première fois en 1992, en Catalogne. En 1996, il devient député au Congrès espagnol, où il siège pendant vingt-trois ans et sept législatures. Il renonce à son activité politique en 2020, un an après avoir été écarté de la candidature de son parti pour les élections législatives. Il y revient en 2022, comme conseiller aux Droits sociaux du gouvernement minoritaire de l'indépendantiste de gauche Pere Aragonès.

## Études et vie professionnelle
Carles Campuzano i Canadés naît le 12 juillet 1964 à Barcelone. Il étudie le droit à l'université de Barcelone, où il obtient une licence.
À partir de 1988, il travaille au sein de l'administration de la généralité de Catalogne. Il est notamment collaborateur à la direction générale des Affaires interdépartementales, puis du secrétariat général adjoint de la présidence.

## Engagement politique

### Débuts et ascension
Carles Campuzano adhère en 1983 à la Convergence démocratique de Catalogne (CDC), et devient une figure de son aile gauche, défendant une vision davantage sociale-démocrate que la majorité des dirigeants, adeptes du libéralisme.
Aux élections municipales du 10 juin 1987, il est élu conseiller municipal de Vilanova i la Geltrú, dans la province de Barcelone. Il devient, deux ans plus tard, secrétaire général de la Jeunesse nationaliste de Catalogne (JNC). Il conserve son siège de conseiller municipal en 1991 et fait son entrée au conseil comarcal du Garraf.

### Parlementaire catalan puis espagnol
Il est élu député de Barcelone lors des élections parlementaires du 15 mars 1992, et quitte alors ses deux mandats locaux. En 1994, il est désigné président de la JNC, fonction qu'il occupe deux ans. Non-réélu au Parlement catalan en 1995, il entre au Congrès des députés comme député de Barcelone aux élections générales anticipées du 3 mars 1996. Le 11 juillet 2004, il est élu président du conseil national de CDC lors du congrès du parti, à L'Hospitalet de Llobregat, avec plus de 92 % des voix favorables. Il est remplacé, quatre ans plus tard, lors du congrès suivant, par Marta Alòs (ca).
Il est constamment réélu au Congrès jusqu'en avril 2019, quand il n'est pas reconduit comme candidat sur la liste de la coalition Ensemble pour la Catalogne (JuntsxCat), dont fait partie le Parti démocrate européen catalan (PDeCAT), successeur de la CDC et dont il est membre. Il renonce en juin 2020 à militer au sein du PDeCAT afin de soutenir le projet de Parti nationaliste de Catalogne (PNC).

### Conseiller de la Généralité
Le 9 octobre 2022, après qu'Ensemble pour la Catalogne (Junts) a décidé de quitter le gouvernement de coalition dirigé par Pere Aragonès, membre de la Gauche républicaine de Catalogne (ERC), ce dernier annonce un remaniement de l'exécutif et qu'il confie à Carles Campuzano le poste de conseiller aux Droits sociaux. Sous les deux mandats d'Artur Mas, entre 2010 et 2016, ses postulats sociaux-démocrates avaient bloqué son entrée au gouvernement catalan. Le décret actant sa nomination est publié le lendemain. Avec les six autres conseillers nouvellement nommés, il prête serment le 11 octobre suivant.